# Abdulha Zupparov
Abdulha Zupparov – uzbecki zapaśnik w stylu wolnym. Zajął 11. miejsce na mistrzostwach świata w 1994. Piąty na igrzyskach azjatyckich w 1994. Brązowy medalista igrzysk centralnej Azji w 1995 roku.